# 헨리 레만

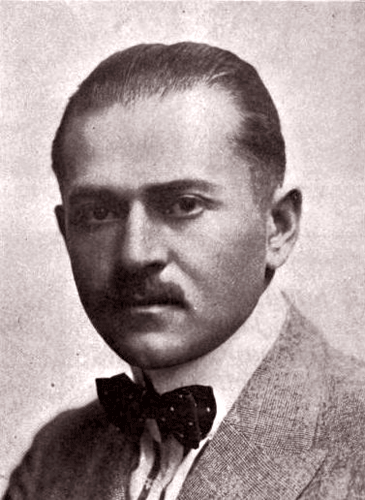

헨리 레만(Henry Lehrman, 1881년 3월 30일 ~ 1946년 11월 7일)은 미국의 배우, 각본가, 감독, 프로듀서이다. 레만은 헐리우드의 무성 영화 시대의 매우 저명한 인물이었다. 데이비드 와크 그리피스, 맥 세네트 등의 영화 선구자들과 함께 일했다. 찰리 채플린의 초창기 영화 생활비 벌기에 공동 출연하고 감독을 맡았다.

## 참여 작품
- 소나기 사이에
- 베니스의 어린이 자동차 경주
- 생활비 벌기